# Sechs Kies
Sechs Kies (em coreano: 젝스키스, em japonês: ジェクスキス) também grafado como 6Kies, é um grupo masculino sul-coreano formado em 1997 pela Daesung Entertainment. Inicialmente o grupo era formado por seis integrantes, sendo eles: Eun Ji-won, Lee Jae-jin, Kim Jae-duc, Kang Sung-hoon, Jang Su-won e Ko Ji-yong.
O grupo estreou em 15 de abril de 1997 através do programa Music Bank da emissora KBS, com seu primeiro single intitulado "학원별곡" (School Byeolgok), e encerrou suas atividades em 20 de maio de 2000, se apresentando pela última vez no 2000 Dream Concert. Contudo, após 16 anos de sua última apresentação, eles reuniram-se novamente para um concerto em 14 de abril de 2016 no Estádio da Copa do Mundo de Seul, organizado pelo programa de televisão Infinite Challenge da MBC. Em 11 de maio de 2016, a YG Entertainment anunciou oficialmente que havia assinado um contrato com o grupo, porém sem a presença do membro Ko Ji-yong.

## Formação
A formação do Sechs Kies iniciou-se quando a Daesung Entertainment descobriu Eun Ji-won, que era um estudante no exterior e seu amigo Kang Sung-hun, em uma casa noturna. A agência então planejou estrear-los na Coreia do Sul como uma dupla, entretanto, com o sucesso do grupo idol H.O.T. da S.M. Entertainment, fez com que a mesma mudasse de planos, decidindo formar um grupo com seis membros.
Kim Jae-duck e Lee Jai-jin eram membros de um grupo de dança intitulado Quicksilver em sua cidade natal Busan, e haviam enviado uma fita de audição a agência. Jang Su-won foi escolhido a integrar o grupo durante uma audição aberta, e por fim, Ko Ji-yong, um amigo de infância de Kang Sung-hoon, foi o escolhido como o último membro do Sechs Kies. Kang Sung-hoon revelou mais tarde, que ele mesmo foi quem selecionou todos os membros.

## Carreira

### 1997: Estreia e reconhecimento
O Sechs Kies estreou em 15 de abril de 1997, através do programa Music Bank da  KBS com o single "School Byeolgok (학원별곡)". Seu álbum de estreia de mesmo nome, foi lançado em 15 de maio de 1997 e conteve outras canções promocionais como  "Remember Me" e "The Way This Guy Lives - Pomsaengpomsa (사나이 가는 길 - 폼생폼사)". Segundo a OhmyNEWS, as vendas do álbum excederam as 1,7000,000 cópias. Posteriormente em outubro de 1997, o grupo realizou seu retorno no "Recharge 100% Show" da KMTV e iniciou suas atividades promocionais para o lançamento de seu segundo álbum. O mesmo foi intitulado como Welcome to the Sechskies Land e lançado em 1 de novembro de 1997, com uma temática de um parque de diversões ficcional, conhecido como "Sechskies Land". Sua faixa-título, "Chivalry (기사 도)", levou o grupo a se apresentar em diversos programas de música e a vencer a primeira posição no Inkigayo da SBS em 7 de dezembro de 1997.
Através de sua proeminência no cenário musical, o Sechs Kies recebeu inúmeros prêmios naquele ano, tanto de premiações tradicionais como de programas de prêmio de música. Em dezembro, venceu um Bonsang no 12th Korea Visual and Records Grand Prize (mais tarde nomeado como Golden Disc Awards). O grupo também recebeu o mesmo prêmio no Seoul Music Awards e KBS Music Awards. Além do prêmio de Novo Artista no KMTV Korean Music Awards e de 10 Melhores Artistas na MBC e SBS Music Awards.
Em 21 de dezembro de 1997, o Sechs Kies realizou seu primeiro concerto em Seul no Sejong Center com seus ingressos vendidos em cinco horas. O grupo foi o primeiro grupo com performance de dança a apresentar-se no local para uma apresentação cênica.

### 1998: Popularidade em ascensão,Seventeen, musical e "Couple"
A base de fãs do Sechs Kies e sua popularidade rapidamente começaram a crescer até a primavera de 1998. Depois de concluir as promoções do segundo álbum em fevereiro, eles iniciaram uma turnê nacional de primavera, incluindo apresentações nas cidades de Busan, Ulsan, Gwangju e Daegu. No mês de março, filmaram seu próprio filme, intitulado Seventeen, e que estreou em 17 de julho. Para a sua promoção, o grupo realizou eventos fan signing promocionais. Além disso, estrelaram um musical infantil ao lado do cantor Jinjoo. O espetáculo Alibaba and the 40 Thieves (em português: Alibaba e os 40 ladrões) ficou em cartaz de 25 de abril a 5 de maio de 1998 no Sejong Center. No dia de seu encerramento, o Sechs Kies apresentou-o ao presidente Kim Dae-jung na Casa Azul a fim de celebrar o Dia da Criança no país.
Em 15 de julho de 1998, o grupo lançou seu terceiro álbum de estúdio, Road Fighter, que teve elementos mais híbridos de hip-hop e de música eletrônica, já que seu líder Eun Ji-won participou da produção do mesmo. Suas promoções iniciaram-se com uma apresentação da canção "Crying Game" no Inkigayo. O Sechs Kies conquistou vitórias consecutivas através do single que dá nome ao álbum, tanto no Inkigayo como no Music Bank nos meses de julho e agosto. Eles também venceram o primeiro lugar nos referidos programas, com o segundo single "Reckless Love (무모한 사랑)" nos meses de setembro e outubro.
Em 30 de outubro de 1998, o Sechs Kies lançou Special Album, um álbum da trilha sonora do filme Seventeen. Suas promoções iniciaram-se no Music Bank, com dois singles:  "Couple" e "Letting You Go (너를 보내며)". Eles venceram o primeiro lugar nos programas Inkigayo, Music Bank e Music Camp da MBC com "Couple", que tornou-se uma de suas canções mais populares. Um livro de fotos especial foi lançado em conjunto com o álbum em novembro.
Com o sucesso de "Couple", o grupo venceu o Grande Prêmio (Daesang) com o H.O.T. no Seoul Music Awards. Além disso, venceram os prêmios Bonsang no Korea Visual and Records Grand Prize Award e no Seoul Music Awards, de Artista do Ano (Categoria Jovem) no KBS Music Awards, de Prêmio de Popularidade na MBC e KMTV Korean Music Awards e ainda de 10 Melhores Artistas no SBS Music Awards.

### 1999–2015:Com' Back, fim do grupo e despedida oficial
Em fevereiro de 1999, o grupo iniciou uma série de concertos na Coreia do Sul que se encerrou no mesmo mês. Em 5 de abril do mesmo ano, o Sechs Kies lançou seu primeiro vídeo musical, gravado em 25 de fevereiro, em seu maior concerto até a data. Eles também lançaram um álbum ao vivo em 10 de abril de 1999. Em 18 de abril, realizaram um encontro especial com seu fã-clube devido a seu aniversário de dois anos. Após o fim da turnê, o grupo retornou ao estúdio a fim de gravar Com' Back, seu quarto álbum de estúdio. Ele foi lançado no início de setembro de 1999 e produziu os singles "Com' Back," "Hunch (예감)"  e "Stay Still (그대로멈춰)". Em comparação com seus trabalhos anteriores, este álbum teve mais contribuições dos membros do Sechs Kies, onde vários deles escreveram e produziram faixas.
Na segunda metade do ano, o Sechs Kies começou a promover-se no exterior. Em 23 de agosto, iniciaram suas promoções em Taiwan, o que incluiu sua participação no Asia Super Concert em 27 de agosto, eles retornaram novamente no mês de outubro, devido a boa resposta do público. Em 30 de novembro, o Sechs Kies participou do primeiro Korea China Music Festival, co-organizado pela KBS e CCTV em Pequim, sendo transmitido por esta última. Em 5 de dezembro, também apresentou-se no 2000 Peace Friendship Music Concert em Pyongyang, Coreia do Norte, sendo um dos primeiros grupos com performance de dança sul-coreanos a se apresentar na Coreia do Norte. No fim do ano de 1999, o grupo venceu diversos prêmios, incluindo um Bonsang no Korea Visual and Records Grand Prize Award, Seoul Music Awards, KMTV Korean Music Awards e KBS Music Awards, além do prêmio de 10 Melhores Artistas pela MBC e SBS Music Awards.
Em 12 de janeiro de 2000, o Sechs Kies realizou uma festa pelos seus mil dias com seus fãs. Em 28 de fevereiro do mesmo ano, ocorreu seu concerto em Seul na Olympic Gymnastics Arena, com seus ingressos vendidos em algumas horas. Seus membros participaram da direção do concerto e apresentaram ao público canções autocompostas. Em 18 de maio, o grupo realizou uma súbita conferência de imprensa para anunciar oficialmente sua dissolução. O encerramento de suas atividades anunciada sem explicações claras e no auge de sua carreira, resultou em um grande rumor de que a mídia DSP estava profundamente envolvida no processo de sua dissolução. A última apresentação do Sechs Kies aconteceu no Dream Concert em 20 de maio, na ocasião seus fãs confundiram o carro do repórter Jo Young Goo com o carro de Lee Ho-Yeon, CEO da DSP Entertainment, e destruíram-o completamente. Jo Young Goo não queria que fossem punidos, por isso não apresentou queixa. Lee Ho-Yeon pagou-lhe 11 milhões de wones como uma compensação em seu nome. Em 31 de maio, um álbum de compilação chamado Blue Note foi lançado como um álbum de despedida para o público. Em agosto daquele ano, os membros do Sechs Kies auto-lançaram uma faixa final e um vídeo musical intitulado "Thanks" que foi disponibilizado online.
Mais tarde, cada membro falou sobre o fim do grupo em inúmeros veículos de mídia e por diversas vezes. Em um programa de variedades em 2005, Lee Jai-jin afirmou que os membros do Sechs Kies queriam mudar de agência e não acabar com o grupo. Eun Ji-won, por outro lado, disse que os membros decidiram que seria melhor se dissolver no auge de sua carreira, comentário corroborado por Kang Sung-hoon em 2015, no entanto, ele acrescentou que não gostou da ideia de dissolução também. Jang Su-won e Kim Jae-duck também mencionaram diversas razões pelo fim do Sechs Kies. Quando tiveram uma oportunidade de falarem juntos sobre o assunto em uma entrevista, Eun Ji-won afirmou que a dissolução foi decidida mediante acordo da maioria dos membros e Lee Jai-jin foi um dos membros que ficaram contra o fim do grupo.

### 2016–presente: Retorno com cinco membros, aniversário de vinte anos eAnother Light
Em 14 abril de 2016, após dezesseis anos da dissolução do grupo, o Sechs Kies apresentou-se com seus seis membros, em um concerto de reunião no Estádio da Copa do Mundo de Seul, que contou com a presença de cerca de seis mil pessoas, em um projeto com o programa de variedades da MBC, Infinite Challenge. Em 11 de maio do mesmo ano, a YG Entertainment anunciou que o Sechs Kies havia assinado um contrato consigo, mas que Ko Ji-yong não faria parte dele, apesar do mesmo ter sido convidado para participar dos próximos trabalhos do grupo. Mais tarde, Lee Jai-jin e Kang Sung-hoon assinaram contratos individuais com a YG Entertainment. O primeiro concerto de retorno do quinteto, intitulado Yellow Note Tour e que iniciou-se entre os dias 10 e 11 de setembro na Olympic Gymnastics Arena, teve seus ingressos vendidos em cinco minutos. Em 7 de outubro, o grupo realizou o lançamento digital da canção "Three Words", que alcançou o primeiro lugar na parada semanal e mensal da Gaon para o mês de outubro. No mês de dezembro, o álbum de compilação 2016 Re-ALBUM, foi lançado contendo canções antigas suas rearranjadas. O Sechs Kies venceu diversos prêmios com o seu retorno, que incluiu o de Hall da fama no Click! Star Wars Awards e Melon Music Awards, o de Contribuição de K-pop do Ano no Gaon Chart Music Awards, bem como de Melhor Performance Masculina no Golden Disc Awards e um Bonsang no Seoul Music Awards. 

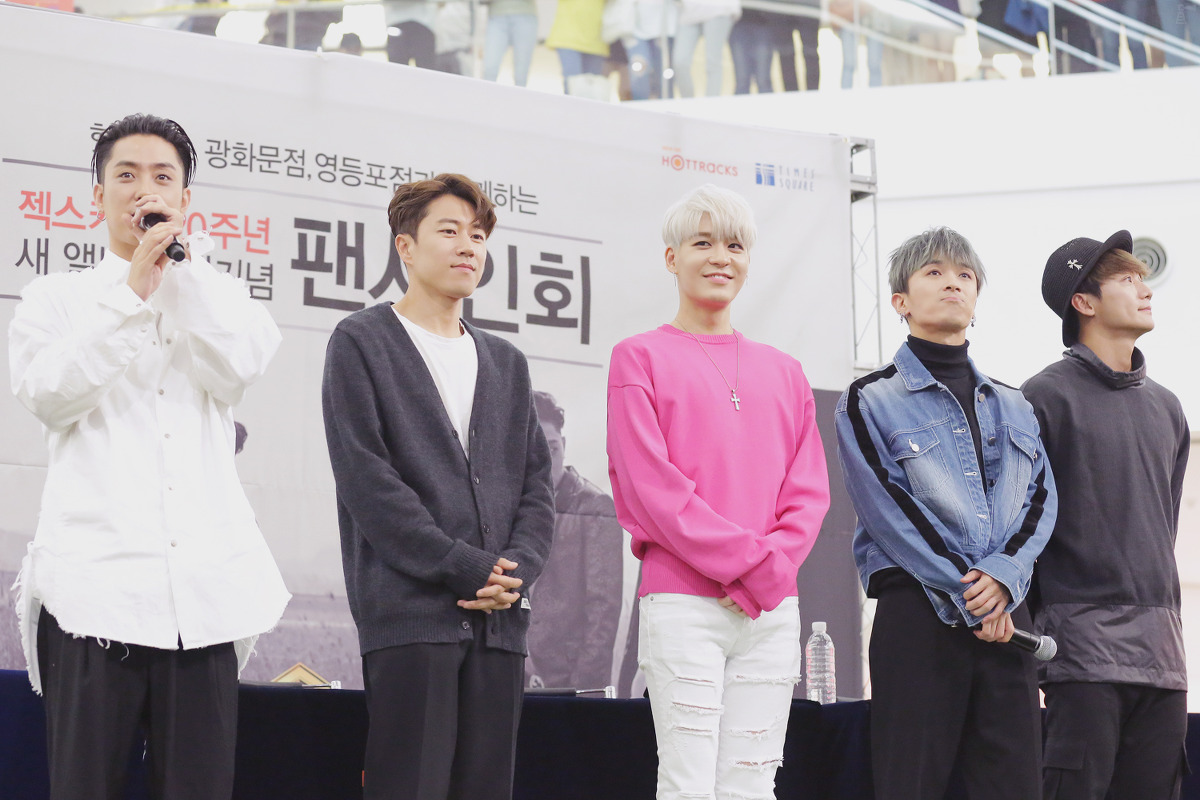
Sechs Kies em 4 de maio de 2017, durante fansign em Yeongdeungpo

Seu próximo álbum de compilação de nome The 20th Anniversary, foi lançado em abril de 2017 em comemoração a seu aniversário de vinte anos, contendo os singles inéditos "Sad Song" e "Be well". Em julho, o Sechs Kies realizou sua estreia oficial no mercado de música japonês, com o lançamento de uma edição japonesa de The 20th Anniversary e fan meetings realizados em Kanagawa e Osaka para um público total de 4,400 pessoas. Um fan meeting também foi realizado na Coreia do Sul no SK Olympic Handball Gymnasium em Seul para um público de catorze mil pessoas. Mais tarde, eles estrelaram seu próprio reality show com temática de viagem, o SECHSKIES’s Random Youth Trip – Jeju Island, exibido pela Olleh TV com sete episódios. Além disso, em 21 de setembro, o grupo lançou Another Light, seu quinto álbum de estúdio, marcando seu primeiro álbum de canções inéditas em dezoito anos. Após seu lançamento, alcançou o topo de três paradas de música online sul-coreanas bem como na parada do iTunes de quatro países. Seus singles lançados foram "Something Special" e "Smile". Adicionalmente, um concerto especial pelo seu vigésimo aniversário, ocorreu em 23 de setembro no Gocheok Sky Dome em Seul.

## Fã-clube
No passado, o fã-clube oficial do Sechs Kies foi chamado de DSF (Dear Sechs Kies Friend) e sua cor oficial era o amarelo. Seus fãs usavam balões amarelos e capas de chuva da mesma cor, como principais materiais de apoio. Seu fandom foi o primeiro a introduzir o conceito de se usar uma cor específica para identificar a sua identidade, o que levou a criação de produtos como balões e capas de chuva com sua cor oficial. Em 18 de agosto de 2016, o grupo anunciou que seu fã-clube teria o novo nome de YellowKies. Seus balões amarelos foram substituídos por bastões luminosos amarelos em formato simbólico de um balão.
- Nome: YellowKies (Yellow Crystals)
- Cor: Amarelo

## Integrantes
| Sechs Kies                | Sechs Kies                | Sechs Kies                        | Sechs Kies                       |
| Nome Artístico/Nascimento | Nome Artístico/Nascimento | Data de Nascimento                | Posição no Grupo                 |
| Romanizado                | Hangul                    | Data de Nascimento                | Posição no Grupo                 |
| ------------------------- | ------------------------- | --------------------------------- | -------------------------------- |
| Eun Ji-won                | 은지원                    | 8 de junho de 1978 (46 anos)      | Líder, Rapper principal.         |
| Lee Jae-jin               | 이재진                    | 13 de julho de 1979 (45 anos)     | Sub-rapper, Dançarino principal. |
| Kim Jae-duc               | 김재덕                    | 7 de agosto de 1979 (45 anos)     | Rapper líder e Dançarino líder.  |
| Jang Su-won               | 장수원                    | 16 de julho de 1980 (44 anos)     | Sub-vocalista e maknae.          |
| Ex-Integrantes            |                           |                                   |                                  |
| Ko Ji-yong                | 고지용                    | 1 de julho de 1980 (44 anos)      | Sub-vocalista.                   |
| Kang Sung-hoon            | 강성훈                    | 22 de fevereiro de 1980 (45 anos) | Vocalista principal.             |

Notas

1. O Sechs Kies foi sub-dividido em dois grupos, os Black Kies formado pelos rappers Eun Ji-won, Lee Jae-jin, Kim Jae-duc e White Kies formado pelos vocalistas Kang Sung-hoon e Jang Su-won.
 
2. O termo Maknae refere-se ao integrante mais novo.

## Discografia
| - School Byeolgok (학원별곡) (1997) - Welcome To The Sechskies Land (1997) - Road Fighter (1998) - Special Album (1998) - Com’Back (1999) - 2016 Re-ALBUM (2016) - The 20th Anniversary (2017) - Another Light (2017) | - Ali Baba and the 40 Thieves Musical OST (1998) - 1020 Mix (1999) - Sechskies Live Concert (1999) - Blue Note (2000) |

## Filmografia

### Filmes
| Ano  | Título    |
| ---- | --------- |
| 1998 | Seventeen |

### Vídeos musicais
| Ano  | Título                                           |
| ---- | ------------------------------------------------ |
| 1997 | School Byeolgok (학원별곡)                       |
| 1997 | The Way This Guy Lives (사나이 가는 길/폼생폼사) |
| 1997 | For you                                          |
| 1998 | Road Fighter                                     |
| 1998 | Reckless Love (무모한 사랑)                      |
| 1998 | Letting You Go (너를 보내며)                     |
| 1998 | Couple (커플)                                    |
| 1998 | Prayer (기도)                                    |
| 1999 | Hunch (예감)                                     |
| 1999 | Summer in love                                   |
| 2000 | Thanks                                           |
| 2016 | Three Words (세 단어)                            |
| 2016 | Couple (커플) New Ver.                           |
| 2017 | Be Well (아프지 마요)                            |
| 2017 | Sad Song (슬픈 노래)                             |
| 2017 | Three Words (versão japonesa)                    |
| 2017 | Be Well (versão japonesa)                        |
| 2017 | Sad Song (versão japonesa)                       |
| 2017 | Something Special (특별해)                       |
| 2017 | Smile (웃어줘)                                   |

### Participações em programas de variedades
| Ano  | Emissora   | Título                                        |
| ---- | ---------- | --------------------------------------------- |
| 2016 | MBC        | Infinite Challenge - Episódios 476, 477, 478. |
| 2016 | MBC        | Radio Star - Episódios 480, 503.              |
| 2016 | KBS        | You Hee-yeol's Sketchbook - Episódio 323.     |
| 2016 | SBS        | Fantastic Duo - Episódios 9, 10.              |
| 2016 | SBS        | Running Man - Episódio 326.                   |
| 2016 | MBC Every1 | Weekly Idol - Episódios 280, 281.             |